# Dejen
Dejen är en ort i Etiopien.   Den ligger i regionen Amhara, i den centrala delen av landet, 140 km nordväst om huvudstaden Addis Abeba. Dejen ligger 2 452 meter över havet och antalet invånare är 11 739.
Terrängen runt Dejen är bergig österut, men västerut är den kuperad. Dejen ligger uppe på en höjd. Runt Dejen är det ganska tätbefolkat, med 185 invånare per kvadratkilometer. Det finns inga andra samhällen i närheten. Trakten runt Dejen består till största delen av jordbruksmark.